# Fade (песня Льюиса Капальди)
«Fade» — песня шотландского певца Льюиса Капальди, изданная 9 октября 2017 года лейблом Virgin Records в качестве третьего сингла с его дебютного мини-альбома Bloom и позже с первого студийного альбома Divinely Uninspired to a Hellish Extent. Песгня добралась до 33 места шотландского чарта Scottish Singles Chart.

## Позиции в чартах
| Чарт (2017)              | Наивысшая позиция |
| ------------------------ | ----------------- |
| Шотландия (OCC Scotland) | 33                |

## Сертификации
| Регион                                                                      | Сертификация | Продажи |
| --------------------------------------------------------------------------- | ------------ | ------- |
| Великобритания (BPI)                                                        | Золотой      | 400 000 |
| Данные о продажах + прослушиваниях приведены только на основе сертификации. |              |         |

## История релиза
| Страна         | Дата           | Формат         | Лейбл  |
| -------------- | -------------- | -------------- | ------ |
| Великобритания | 9 октября 2017 | цифровой сингл | Virgin |